# Pothos cuspidatus
Pothos cuspidatus är en kallaväxtart som beskrevs av Cornelis Rugier Willem Karel van Alderwerelt van Rosenburgh. Pothos cuspidatus ingår i släktet Pothos och familjen kallaväxter. Inga underarter finns listade.